# 库列拉
库列拉，是西班牙巴伦西亚自治区巴伦西亚省的一个市镇。总面积54平方公里，总人口20379人（2001年），人口密度377人/平方公里。